# Prefettura di Vo
La prefettura di Vo è una prefettura del Togo situato nella regione Marittima con 210.075 abitanti al censimento 2010. Il capoluogo è la città di Vogan.